# Au pied du mur (roman de Privat)
Pour les articles homonymes, voir Au pied du mur.
Au pied du mur est le troisième roman de Bernard Privat publié le 1er octobre 1959 aux éditions Gallimard et ayant reçu la même année le prix Femina.

## Éditions
- Au pied du mur, éditions Gallimard, 1959
- Au pied du mur, éditions Grasset, collection Les Cahiers rouges, 1995  (ISBN 224652041X)